# MUSIC ROUTE 16
MUSIC ROUTE 16（ミュージック・ルート・シックスティーン）は、かつてFMヨコハマ、NACK5、bayfm→BAYFMの首都圏独立系FM3局をレギュラー番組として初めてネット（同時放送）した番組。毎週日曜22：00から放送されていた。これらFM3局の所在地である横浜市、さいたま市、千葉市を国道16号が結んでいることに因んで番組のタイトルとした。パーソナリティは堀内尚子、鈴木まひる。この番組自体は、放送開始1年ほどで終了する。
狭義としては上記の番組そのものを指すが、そこから転じ、広義としてはその後首都圏独立系FM3局でネットあるいは同時放送された番組を、また最広義としては、JFN、JFL、MegaNetのような正式にはラジオネットワークの形態をとっていないものの、実質的には首都圏独立系FM3局がネットワークを形成しているものとして一括りで表す場合に用いられることがある。
ただし、各局における全体の番組量からすれば、3局でネットあるいは同時放送された番組量は微々たるものであり、ネットワークが形成されていたとはとてもいえる状況ではない。後述の番組一覧でもわかるように、3局でネットされた多くの番組が単独提供番組であり、実際には放送局主体によりネットワークを形成していたというよりは、各局においてスポンサーに対し枠売りを行っていたというのが実情である。また、radikoで3局の放送が関東1都6県で聴取可能になったり、送信所の高所移転でスピルオーバーで実質広域で受信が可能になったことで3局同時ネットが不要になったのも一因である。

## 3局ネット番組の歴史
- 1991年11月4日、三菱・ミラージュがフルモデルチェンジしたのに伴い、三菱自動車がスポンサーの特番を3局で企画ネットの形で放送し、3局のリスナーの中から抽選で1名にミラージュをプレゼントしたことがある。企画ネットのため放送内容は3局で異なった。
- 1993年4月、YMO再生特番「テクノポリス・トライアングル」（東芝がスポンサー）を3局で企画ネット（YMOへのインタビュー部分のみ同一内容。ちなみに再生公演の主催は、TOKYO FMだった。）。
- 2005年より、毎年海の日の特番（ヨコハマタイヤがスポンサー）を企画ネットで放送。一部のコーナーは同時生中継もあった。
  - 2005年 - Def Tech（あらかじめ収録しておいたインタビューを放送）
  - 2006年 - MEGARYUの生ライブ
  - 2007年 - MONKEY MAJIKの生ライブ
  - 2010年 - leccaの生ライブ
- 2005年9月23日 (秋分の日の「ホリデースペシャル」)、首都高速道路公団の民営化PR特番として3局で企画ネットの形で放送。これも3局で放送内容は異なった。
- 2007年から毎年1月にはロッテの協賛で新潟県上越国際スキー場の3局合同スキーツアーを行っている。（2008年以降はFM FUJIも参加し、4局合同となっている。）
- 2007年12月には3局合同で飲酒運転撲滅キャンペーンを実施した。
- 2009年2月11日には、「コルテオ東京公演スペシャル」と題した特別番組を放送した（InterFMでも放送）。なお、放送時間は各局で異なる。パーソナリティーは岡部玲子。
- 2009年から、ツインリンクもてぎでのMotoGP開催時期に「MotoGP SPECIAL」を放送している（制作はRADIO BERRY）。
- 2009年4月29日には、「開国博Y150」の特番を企画ネットの形で放送。ゲストに横浜出身のアーティスト（bayfmにはCrystal Kay、NACK5には横山剣）を迎えた。
- 2012年3月24日（FMヨコハマのみ25日）には、bayfmの制作、千葉県の提供で「Spring Train Special いすみ鉄道の旅」を放送した。パーソナリティは森田健作千葉県知事、中村あゆみ。
- 2012年7月7日、14日には、押切もえの「moe's up」（通常はbayfmのみ放送）のスペシャル版としてJVCケンウッド提供で「KENWOOD彩速ナビ presents PERFECT DRIVE」を2週にわたって3局ネット放送。
- 2013年9月10日には、沖縄観光コンベンションビューローの提供で企画ネット。ゲストに沖縄県出身のアーティストを迎えた。
- 2014年3月16日（fm yokohamaのみ15日）には、InterFMを含めた4局で「シルク・ドゥ・ソレイユ オーヴォスペシャル」を放送。パーソナリティはDj Mapiで小倉智昭、谷口博教をゲストに迎えた。

## 上記以外で過去に放送されていた3局ネットの番組
- NTT MUSIC MULTIMEDIA DJ：AK LIVE（1997年4月〜9月）
- FM TRIANGLE SUPER AUDITION（2003年1月〜9月、番組末期にはFM富士もネット）
- OLEっち（2003年4月〜2006年6月） ※当初のメインスポンサーはJAL (日本航空)(JAL Presents OLEっち)。JALのスポンサー降板後、FMヨコハマはネット放送から離脱。
- au presents Music Patisserie ～From KDDI DESIGNING STUDIO～ （～2006年9月）
- CircleKSunkus wakuwaku MUSIC-LABO ※bayfm制作　国道16号をテーマにしたメッセージを募集していたこともある。
- au Music FIESTA ～From KDDI DESIGNING STUDIO～ ※FMヨコハマ制作
- COSMO DISCOVERY EARTH ※NACK5制作 DJはみんしる
- 放送大学 MANABEE'S CAFE ※bayfm制作　時期によってbayfm以外で放送される場合とされない場合がある。